# Kooldraadlamp

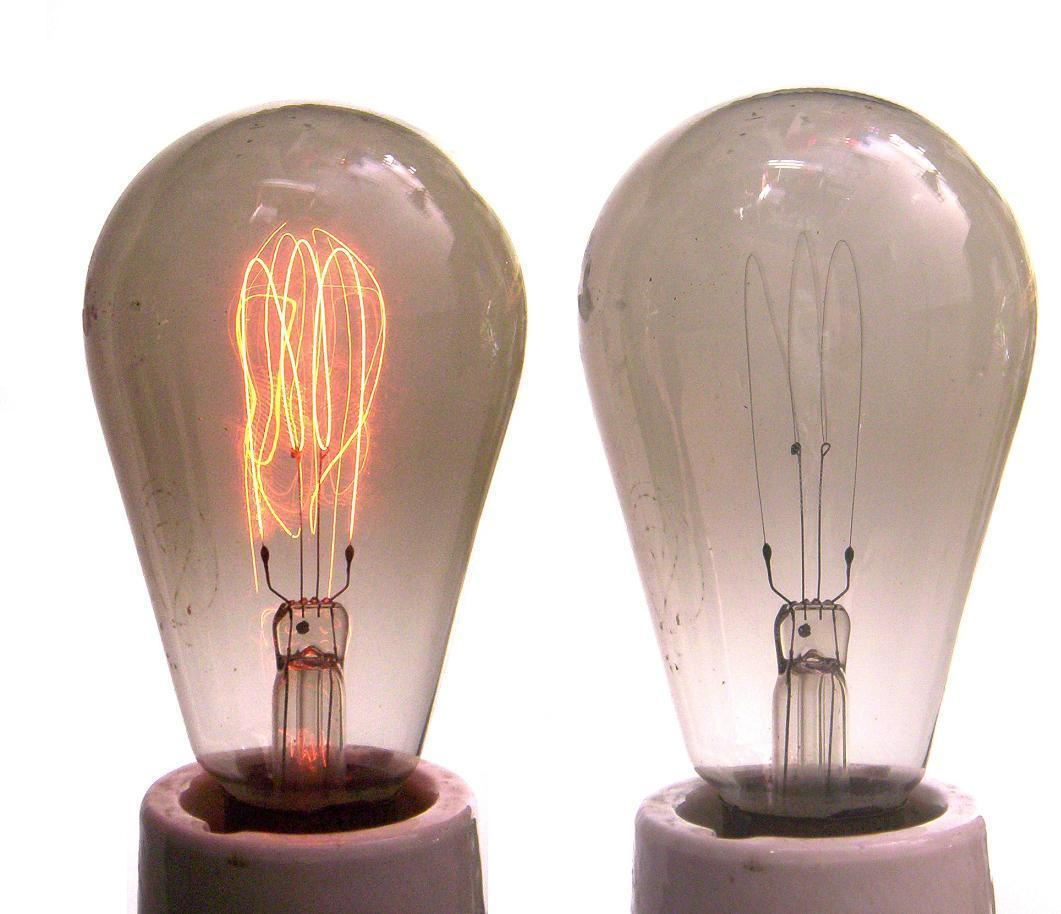
Twee kooldraadlampen in een E27-voet

De kooldraadlamp was de eerste elektrische gloeilamp waarvan de houdbaarheid, energieverbruik en lichtopbrengst voor alledaagse verlichtingsdoeleinden toereikend was. Met dit lamptype konden gloeilampen concurreren met de destijds gebruikelijke kaars- en gaslicht. Als elektrische gloeidraad wordt een ongespiraliseerde draad van kool gebruikt, die door verkoling uit katoengaren of bamboevezel gewonnen wordt.

## Eigenschappen
Omdat een kooldraad vergelijkingswijs alleen bij lage temperaturen gebruikt kan worden, ligt het lichtspectrum van kooldraadlampen meer in het infrarode gebied dan bij gloeilampen met een wolfraam gloeispiraal het geval is. Deze speciale kleurtemperatuur was echter vergelijkbaar met die van gaslicht, wat de acceptatie van deze nieuwe elektrische verlichting bevorderde toen de kooldraadlampen werden geïntroduceerd. Verder zijn kooldraadlampen gevoeliger voor schokken dan wolfraamgloeilampen, maar veroorzaken geen inschakelstroompiek omdat koolstof bij lage temperaturen hoogohmig is.
Sinds 2012 mogen in de Europese Unie geen gloeilampen, en dus ook geen kooldraadlampen, meer ingevoerd of geproduceerd worden voor huis-tuin-en-keuken-verlichtingsdoeleinden. Omdat er vraag naar is vanwege de (lage) kleurtemperatuur en het geleidelijk toenemen van de helderheid bij het inschakelen zijn kooldraadlampen alleen nog verkrijgbaar bij speciaalzaken (vaak parallelle import uit China). Deze lampen worden onder andere nog gebruikt voor decoratieve doeleinden en als sfeerverlichting. Tegenwoordig worden kooldraadlampen ook af en toe nog gebruikt als bronnen van warmtestraling, bijvoorbeeld in lavalampen, broedmachines of terraria.

## Historische betekenis
Kooldraadlampen waren in de jaren 1880 de eerste elektrische producten die werden gebruikt in particuliere huishoudens. Dit ging gepaard met de aanleg van de elektriciteitsnetwerken. Deze producten markeren daarom het begin van uitgebreide elektrificatie in de culturele ontwikkeling van de mensheid. Het gevolg was dat gaslampenfabrikanten en gasleveranciers destijds marktaandeel verloren, terwijl de distributie van de opkomende elektrische markt door nieuwe fabrikanten hard werd bevochten.
De octrooigeschillen met betrekking tot gloeilampen met kooldraad in Europa en de VS behoren tot de meest uitgebreide octrooigeschillen die ooit zijn gevoerd. De patentzaak van Edison Electric Light Co. tegen de United States Electric Lighting Co. bijvoorbeeld duurde van 1885 tot 1892 en zou ongeveer 6.500 pagina's bevatten. Volgens de Edison-biografen Dyer en Martin zijn in de Verenigde Staten tussen de 80 en 90 octrooigeschillen voor gloeilampenpatenten en ten minste 125 verdere octrooigeschillen voor uitvindingen met betrekking tot de gloeilamp in de elektrotechnische infrastructuur gevoerd. In 1889 moest Edison zijn eigen afdeling oprichten voor de controle en administratie van de procedures. De omvang van de dossiers en de lange duur van deze octrooigeschillen was het gevolg van de strategieën van de octrooi-inbreukmakers om geschillen te rekken. In de hangende procedure konden ze doorgaan met het produceren en blijkbaar hoge winsten afromen om de juridische kosten te compenseren. In 1893 was de uit Duitsland afkomstige Heinrich Göbel in de Verenigde Staten het middelpunt van octrooigeschillen voor de kooldraadlamp.
In Duitsland waren er, anders dan in de VS en Groot-Brittannië, geen uitgebreide octrooigeschillen omdat de grote elektrotechnische bedrijven Deutsche Edison Gesellschaft (later AEG) en Siemens & Halske in 1883 een productie- en prijsovereenkomst afsloten en de markt van gloeilampen onderling verdeelden. In 1891 begon Philips in Nederland met de assemblage van de eerste kooldraadlampen.
In die tijd waren gloeilampen een duur luxeproduct voor hotels, kantoren, theaters en de rijken in de grote steden. Fabrikanten van gloeilampen, zoals Edison Electric Light Co., lieten alleen op bepaalde voedingsnetten het gebruik  van door hun vervaardigde gloeilampen toe, waardoor ook deze markt veilig werd gesteld. Werknemers van de gloeilampenfabrikanten deden in onder andere hotels en kantoren onderzoek naar stroomgeneratoren en startten rechtszaken over het gebruik van gloeilampen met stroomtoevoer zonder vergunning.
Na 1900 werden kooldraadlampen vervangen door gloeilampen met gloeidraden van tantaal en later wolfraam.

## Uitvinding

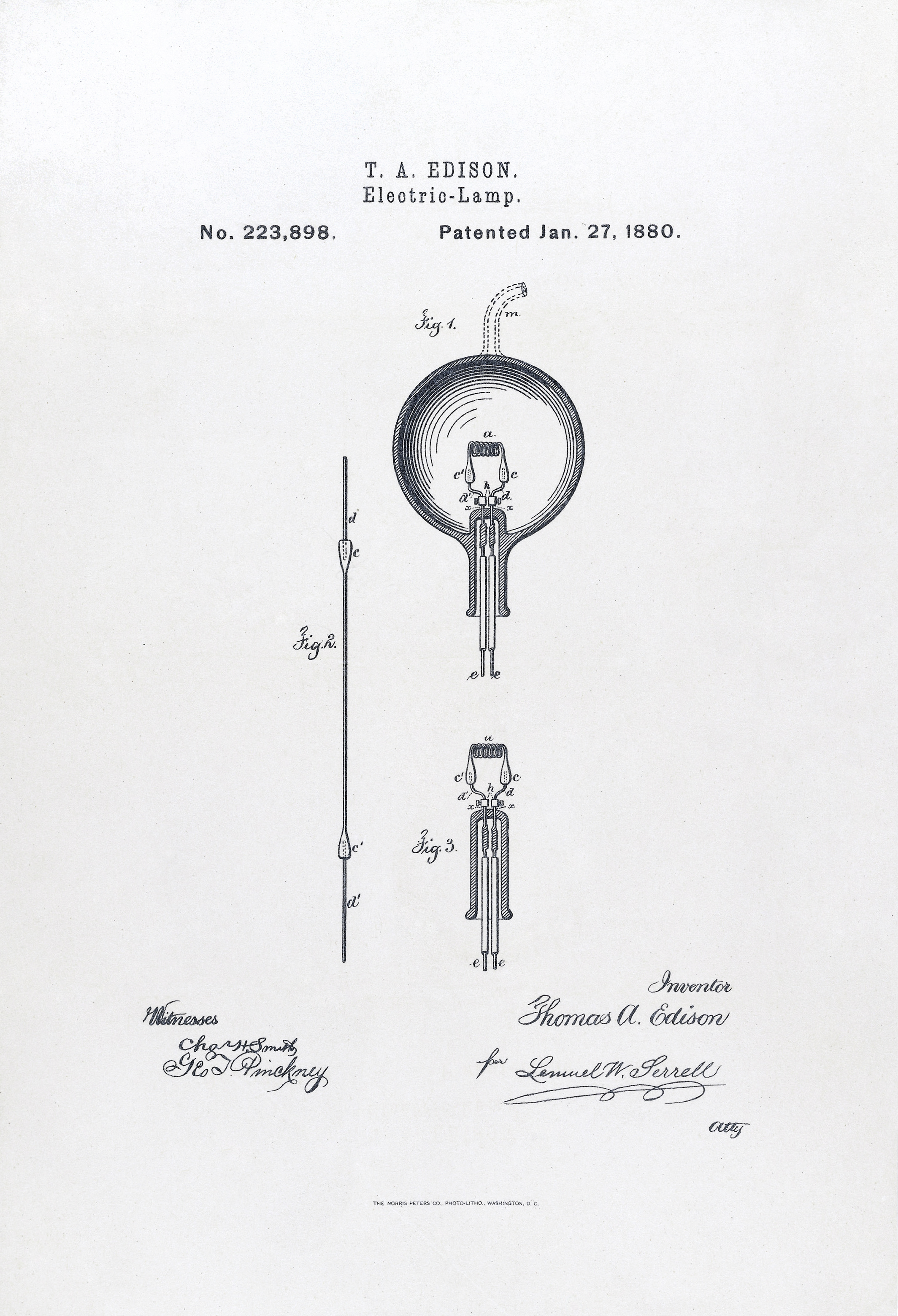
Titelpagina van het Electric Lamp-patent uit 1880, het basisoctrooi voor Edisons ontwikkeling van gloeilampen.

De Amerikaan Thomas Edison wordt beschouwd als de uitvinder van de eerste concurrerende elektrische verlichting. Het octrooi 223.898 werd verleend op 27 januari 1880. Aangezien Edison in oktober 1879 al lamppresentaties gaf met een uitgebreide berichtgeving in de internationale pers, wordt 1879 beschouwd als het jaar dat de kooldraadlamp werd uitgevonden.
Omdanks dat dit het begin was van de ontwikkeling van gloeilampen voor alledaagse verlichtingsdoeleinden, wordt de uitvinding van de kooldraadlamp vaak gezien als de uitvinding van de gloeilamp bij uitstek. Dit is echter onjuist. Sinds 1841 zijn talloze patenten verleend voor verschillende constructies, die echter nog niet konden concurreren met gaslicht in termen van fabricagekosten, lichtopbrengst en energiekosten. Zowel gloeilampen met gloeidraden en dan vooral die met koolstoffilamenten waren bekend en reeds gepatenteerd.
Een jaar voor Edison had de Brit Joseph Swan al octrooi aangevraagd voor een kooldraadlamp en zijn landhuis volledig elektrisch verlicht. Omdat zijn oplossing echter een koolstofdraad met lage weerstand was, wordt de baanbrekende uitvinding vooral toegeschreven aan Thomas Edison. Hoewel koolstofdraden met lage weerstand gemakkelijker te vervaardigen zijn, moeten zeer dikke koperen kabels in elektrische netwerken worden gelegd om ze met hoge stromen bij lage spanningen te laten werken. Thomas Alva Edison was ook in staat om de problemen van de stabiliteit van een voedingsnetwerk bij het in- en uitschakelen van stroomverbruikers overtuigender op te lossen met de gloeilampen met hoge weerstand, aangezien er geen flikkeringen en geen helderheidsveranderingen waren bij brandende gloeilampen.
Een andere Brit, St. George Lane Fox-Pitt, ontwikkelde naast Edison ook een kooldraadlamp. Net als Edison kende hij de exacte vereisten voor gloeilampen voor hun werking in elektrische netwerken, en eerder dan Edison verwierf hij in 1878 patenten voor gloeilampen die parallel konden worden gebruikt. Hij maakte filamenten met een hoge weerstand van verkoold gras. St. George Lane Fox-Pitt was ook een filosoof en studeerde slechts een paar jaar gloeilamptechnologie. Later erkende hij dat Edisons ontdekking en oplossing voor het probleem van gassen die vastzaten in koolstofmateriaal, een belangrijke bijdrage hadden geleverd aan het maken van praktische gloeilampen met een lange levensduur.
Andere uitvinders en houders van octrooien voor gloeilampen, zoals William S. Sawyer of Hiram Stevens Maxim, klaagden over een onnauwkeurige definitie van de diameter van koolstoffilamenten en -stiften in Edisons patent en dat diens uitvinding onvoldoende innovatief was om te kunnen patenteren. Kooldraadlampen werden eigenlijk geproduceerd op basis van gloeidraad-patenten. De United States Electric Lighting Co. is blijkbaar opgericht vóór de Edison Society en kwam bijna tegelijkertijd met kooldraadlampen op de markt. Hun hoofdontwikkelaar Hiram Maxim registreerde talrijke patenten voor gloeilamptechnologie. De rechtbanken zagen Edisons elektrische netwerkoplossing met hoge weerstand en het overwinnen van de moeilijkheden bij het maken en hanteren van kwetsbare koolstoffilamenten echter als een fundamentele innovatie in de techniek van het maken van gloeilampen.

## Technische problemen met de uitvinding van de kooldraadlamp

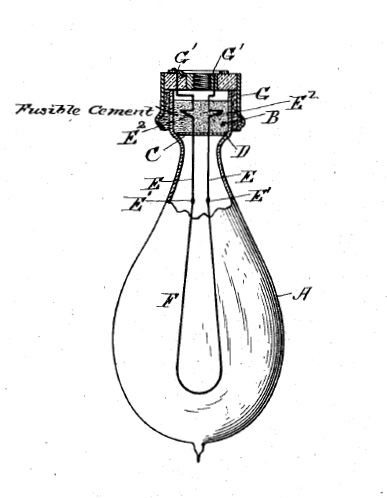
Detailtekening uit US-octrooi nr. 503.670 van 1893. De oplossing van de complexe plug in de hals van het glazen lichaam voor vacuümafdichting onderscheidt zich van de constructie van de Edison-oplossing van de afgesloten glazen omhulling met inleidende platinadraden die in de glazen omhulling zijn gesmolten.

De ontwikkeling van kooldraadlampen leverde een aantal problemen op die eerst opgelost moesten worden om een product te kunnen maken dat betrouwbaar zou werken. Pas na de verbetering van de vacuümtechnologie en de ontwikkeling van methoden voor een nauwkeurige productie van componenten kwam vanaf 1879 de doorbraak in de noodzakelijke lange gebruiksperiodes voor commerciële lampen.
Diverse uitvinders, waaronder Edison, waren er niet in geslaagd om permanent werkende gloeilampen met platinadraad te ontwikkelen. Voldoende lichtopbrengst kon alleen worden bereikt in de buurt van het smeltpunt van platina. Maar het was niet mogelijk om de temperatuur in dit gebied constant te houden en te voorkomen dat deze doorsmelt. Metalen met een hoger smeltpunt dan platina waren bekend; de hoge smelttemperatuur die nodig was om licht op te wekken maakte het echter onmogelijk om het te verwerken met de toen bekende metallurgische methoden. Pas door latere ontwikkelingen in de poedermetallurgie konden filamenten uit wolfraam en andere metalen met een hoge smelttemperatuur worden geproduceerd. Daardoor werden pogingen ondernomen om filamenten te vervaardigen uit elektrisch geleidende koolstof met een hoog smeltpunt. Het verwerken van dit niet-metaal tot gloeidraden heeft echter de oplossing van talrijke problemen vereist:
- Koolstof heeft een hoge dampspanning. Bij hoge temperaturen sublimeert (verstuift) het materiaal, waardoor de kooldraad kapot gaat. De verdampte koolstof zorgde ook voor een zwarte aanslag op het glazen omhulsel van de lamp, wat de lichtsterkte van de lamp aanzienlijk verminderde. Het temperatuurbereik voor een nuttige levensduur met voldoende lichtopbrengst is klein en moet nauwkeurig worden bepaald.
- In tegenstelling tot metaal heeft kool een negatieve temperatuurcoëfficiënt. Hoe heter het materiaal, hoe lager de weerstand. Er vloeit nog meer stroom, wat leidt tot nog meer verwarming en zelfs vernietiging van de gloeidraad. Kooldraadlampen moeten een hoge weerstand hebben bij kamertemperatuur zodat de weerstand bij 1900 °C nog voldoende is.
- Dunne filamenten van verkoold organisch materiaal zijn moeilijk te vervaardigen. Bovendien zijn de toleranties klein. Op het dunste punt wordt de koolstofdraad heter en verdampt het materiaal. Dit maakt dat het dunnere gebied nog heter wordt en zelfs nog sneller verdampt totdat de draad doorbrandt.
- Koolstofdraden reageren sneller met zuurstof dan de eerder gebruikte platinadraden. Gloeilampen met kooldraad hebben daarom een vacuüm van hogere kwaliteit nodig.
- De mechanische eigenschappen van koolstoffilamenten zijn slechter dan die van de eerder gebruikte platina-filamenten. Het broze materiaal is minder flexibel en gevoeliger voor schokken en trillingen. Een verbetering van de elastische eigenschappen vereist specifieke fabricagekennis.
- In het koolstofmateriaal zitten vastzittende gassen die de draad bij temperaturen rond 1900 °C vernielen. Een complex proces van geleidelijk verwarmen en afkoelen van de gloeidraad terwijl de glazen bol wordt ontlucht, moet tijdens de fabricage worden gebruikt om deze gassen te verwijderen.
- Wanneer een metaaldraad in het vacuüm wordt gebracht dat wordt omsloten door een glazen bol, treden er luchtlekken op bij het doorlaatpunt vanwege verschillende temperatuurcoëfficiënten. Alleen platina heeft een uitzettingscoëfficiënt dat vergelijkbaar is met dat van glas. De oplossing, namelijk platinadraden in te bedden in de bij de fabricage volledig gesmolten glazen omhulling van een lamp, werd gepatenteerd door Edison. Andere toen bekende oplossingen hadden een slechtere afdichting, waardoor de levensduur van de lampen aanzienlijk werd verkort vanwege de afnemende vacuümkwaliteit. De constructies die door concurrenten worden gebruikt om het Edison-octrooi te omzeilen, worden "stoplampen" genoemd. De glazen bol van deze oplossingen is aan één kant versmald en open. Een plug wordt in deze nek gestoken om deze af te dichten, die tegelijkertijd de interne structuur van de gloeilamp ondersteunt. Er zijn veel varianten van de plug geconstrueerd qua materiaal en design. De slechte kwaliteit van de "stoplampen" als gevolg van onvermijdelijke vacuümlekken en de daaruit voortvloeiende verminderde duurzaamheid werd gedeeltelijk gecompenseerd door het feit dat de plug van sommige producten kon worden verwijderd en de gloeidraad kon worden vervangen. Vernieuwen, verwijderen van de sublimatie-afzettingen en opnieuw vacumeren was goedkoper dan het maken van een nieuwe lamp.
- De noodzakelijke, niet-soldeerbare verbinding van de stroomvoerende metaaldraden moet mechanisch en elektrisch worden vastgemaakt met een zeer dunne en kwetsbare koolstofdraad. Daar waar Edison de kooldraad vastkneep aan de stroomdraden, gebruikte bijvoorbeeld Maxim boutjes voor het vastzetten van de gloeidraad (teneinde niet door Edison te worden beschuldigd van namaak).
- Om te voorkomen dat een heet koolstoffilament van 1900 °C de stroomvoerende metaaldraad met een lager smeltpunt vernietigt, is een elektrisch geleidende thermische brug noodzakelijk.
- Er zijn maar weinig planten die geschikt zijn om koolstoffilamenten te maken met een lange levensduur. De mogelijkheid om uit plantvezels dunne draden te maken en een homogene structuur van deze vezels zijn belangrijke criteria. Als de plantstructuur niet homogeen is, varieert de elektrische weerstand van de draad. Bij structurele zwakke plekken treden hoge temperaturen op, die de gloeidraad snel vernietigen. Amorfe koolstofdraden van dezelfde grootte van bijvoorbeeld verkoold hout hebben een variërende elektrische weerstand. Daarom financierde Thomas Alva Edison een expeditie om een geschikte plant te vinden voor het maken van filamenten en vond Japanse bamboe, waarvan hij het gebruik in 1881 patenteerde. Met technieken uit de textielindustrie ontwikkelde Joseph Swan daarentegen synthetische materialen voor de productie van filamenten op basis van nitrocellulose. Edward Weston ontwikkelde de techniek in 1884 verder en bracht een filamentmateriaal met de naam Tamidine op de markt, dat werd gebruikt om de Edisons bamboe-patenten te omzeilen.[6] Het materiaal, of varianten ervan, kreeg later de overhand ten opzichte van filamenten gemaakt van plantenvezels. De betere elektrische en mechanische eigenschappen en lagere verwerkingskosten waren hierbij doorslaggevend.